# Sang-e Vāres̄
Sang-e Vāres̄ (persiska: سَنگِ وارِث) är en ort i Iran.   Den ligger i provinsen Mazandaran, i den norra delen av landet, 110 km norr om huvudstaden Teheran. Sang-e Vāres̄ ligger 852 meter över havet och antalet invånare är 957.
Terrängen runt Sang-e Vāres̄ är varierad. Sang-e Vāres̄ ligger uppe på en höjd. Runt Sang-e Vāres̄ är det ganska tätbefolkat, med 80 invånare per kvadratkilometer. Närmaste större samhälle är Chālūs, 9,3 km öster om Sang-e Vāres̄. I omgivningarna runt Sang-e Vāres̄ växer i huvudsak blandskog.